# 翠準子
翠 準子（みどり じゅんこ、1933年1月1日 - ）は、日本の女優、声優。東京府（現・東京都）出身。旧芸名は緑 準子（読み同じ）。ぷろだくしょんバオバブ所属。

## 経歴
八雲学園高等学校卒業。
松竹歌劇団、劇団華、テアトル・エコー、グループだいこん、同人舎プロダクション、三船プロダクション、タート・プロモーション、岩崎事務所を経て、ぷろだくしょんバオバブに所属。
2023年4月、ぷろだくしょんバオバブのサイトにおける公式プロフィールが、それまでの女性所属者一覧から「Archive（アーカイブ）」の欄に移動した。

## 人物
声種はアルト。方言は東北弁。
趣味はミステリーを読むこと、旅行、水泳。
声優としては外画吹き替え、テレビアニメなどで活躍。舞台では、ラブシーンのある役を演じる機会が多かった。
1966年に放送された『裸足の伯爵夫人』以降、エヴァ・ガードナーの吹き替えを多く担当している。翠はガードナーについて、当初は「単にきれいな人、日本流にいえば端整で般若の面を連想させる“夜叉”的な美しさ」という印象でそこまでファンではなかったといい「吹替える身として、最初はその妖艶な印象と正反対の可愛い声のギャップに少し苦しんだが、そんな彼女に近づけるうちに好きになったように思う」と述べている。また「今だと絵柄的にもどぎつい、激しくしてしまうラブシーンを横顔だけで語れる人」と評している。
『名探偵ポワロ』では、ミス・レモン（ポーリン・モラン）の吹き替えを担当。ポワロ役の熊倉一雄とは、かつて熊倉と同じ劇団であるテアトル・エコーに所属していたため古い付き合いだったという。

## 出演
※太字はメインキャラクター。

### 吹き替え

#### 担当女優
アイリーン・アトキンス
- ミス・マープル ※NHK版
  - 第11話『ゼロ時間へ』（2010年、カミーラ婦人）

- ロビン・フッド（2011年、アリエノール・ダキテーヌ）※ソフト版

アン・フランシス
- 刑事コロンボ ※NHK版
  - 第8話『死の方程式』（1973年、ベティ・ビショップ）
  - 第15話『溶ける糸』（1973年、シャロン・マーティン）

ヴァネッサ・レッドグレイヴ
- ミッション:インポッシブル（1996年、マックス）※ソフト版
- ディープ・インパクト（1998年、ロビン）※ソフト版
- つぐない（2008年、ブライオニー・タリス）※ソフト版

エヴァ・ガードナー
- 裸足の伯爵夫人（1966年、マリア・バルガス）※NET版
- 渚にて（1968年、モイラ・デヴィッドソン）※NET版
- モガンボ（1968年、エロイーズ・ケリー）※NET版
- 殺人者（1969年、キティ）※NET版
- キリマンジャロの雪（1969年、シンシア・グリーン）※NET版
- 陽はまた昇る（1970年、ブレット）※NET版
- 五月の七日間（1970年、エレノア・ホルブルック）※NET版
- 北京の55日（1971年、ナタリー・イワノフ男爵夫人）※NET版
- うたかたの恋（1977年、エリーザベト皇后）※テレビ朝日版
- キリマンジャロの雪（1978年、シンシア・グリーン）※テレビ朝日版
- 大地震（1981年、レミー・グラフ）※TBS版
- カサンドラ・クロス（1982年、ドレスラー夫人）※LD版
- 大地震（1986年、レミー・グラフ）※テレビ朝日版

キャサリン・バルフォア
- ある愛の詩（1977年、バレット夫人）※日本テレビ版
- ある愛の詩（1988年、バレット夫人）※テレビ東京版

ジェラルディン・ブルックス
- 逃亡者　※TBS版
  - 第9話『洋上の黒い霧』(1964年、エイドリエンヌ・バニング）
  - 第54話『死のカーブ』（1965年、ルシア・メイフィールド）
  - 第111話『真相』（1967年、キャロライン・シンプソン）

ジーナ・ローランズ
- 愛に迷った時（1996年、ジョージア・キング）※ソフト版
- ポーリー（1999年、アイビー）※ソフト版

ダイアン・ウィースト
- スカウト（1995年、アーロン医師）※ソフト版
- アイ・アム・サム（2002年、アニー・カッセル）※ソフト版

ダイアン・ラッド
- ランブリング・ローズ（1993年、ヒアリー夫人）※ソフト版
- チェサピーク海岸（2016年−2021年、ネル・オブライエン）

パイパー・ローリー
- ER緊急救命室 （1997年、サラ・ロス）※NHK版
- メタルヘッド（2011年、マデリン・フォーニー）※ソフト版

ホランド・テイラー
- ロマンシング・ストーン 秘宝の谷（1986年、グロリア）※日本テレビ版
- ナイルの宝石 （1998年、グロリア）※テレビ朝日版

リンダ・ダーネル
- 荒野の決闘（1969年、チワワ）※NET版
- 三人の妻への手紙（1972年、ローラ・メイ・ホリングスウェイ）※NET版
- 血と砂（1972年、カルメン・エスピノーサ）※NET版
- 西部の二国旗（不明、エレナ）

#### 映画
時期不明
- ミニミニ大作戦 ※機内版
- 替え玉殺人計画（レノーア・ブレント〈ジェーン・ラッセル〉）
- 砂漠の10万ドル（サラ〈パメラ・チューダー〉)
- 硝煙（ボストン〈ルース・ローマン〉）
- スターメーカー（ドロレス・ベイカー〈ブレンダ・ヴァッカロ〉）
- 時の終りまで（パット〈ドロシー・マクガイア〉）
- トップ・ハット（デイル・トレモント〈ジンジャー・ロジャース〉）※日本テレビ版
- 黙秘（ヴェラ・ドノヴァン〈ジュディ・パーフィット〉）※テレビ東京版

- 四十二番街（ローレイン〈ウナ・マーケル〉）

1961年
- どん底（ワシリッサ〈スージー・プリム〉）※フジテレビ版

1962年
- 鷲と鷹（マデリーン・ダンジーガー〈ロンダ・フレミング〉）※日本テレビ版

1965年
- 名誉なき決闘（オルガ〈コンスタンス・ドーリング〉）※フジテレビ版

1967年
- マダムと泥棒（ハイペーシア〈エレーヌ・バールズ〉）※東京12ch版

1968年
- 地底探検（カーラ・ゲタボルグ〈アーレン・ダール〉）※NET版

1969年
- 青い戦慄（ジョイス・ハーウッド〈ヴェロニカ・レイク〉） ※東京12ch版
- 緯度0大作戦（アン・バートン〈リンダ・ヘインズ〉）※劇場公開版

1970年
- 偽の売国奴（マリアンヌ・モレンドルフ〈リリー・パルマー〉）※NHK版

1971年
- 大魔境突破（リタ・ブラウン〈ロイス・ネットルトン〉）※NET版
- 日のあたる島（メイヴィス・ノーマン〈ジョーン・フォンテイン〉）※TBS版
- 世紀の怪物/タランチュラの襲撃（ステファニー・クレイトン〈マーラ・コーディ〉）※NET版
- 長く熱い夜（ジニー〈アンジェラ・ランズベリー〉）※NET版
- 甘い生活（シルヴィア〈アニタ・エクバーグ〉）※東京12ch版
- バラの肌着（ロリー・シャノン〈ドロレス・グレイ〉）※東京12ch版

1972年
- 卵と私 ※フジテレビ版
- 皇帝円舞曲（ビトトスカ公爵夫人〈ルシル・ワトソン〉）※TBS版
- マクリントック（ルイーズ〈イヴォンヌ・デ・カーロ〉）※TBS版
- モロッコ（セザール夫人〈イヴ・サザーン〉）※NET版
- 我が道を往く（ジュヌヴイエーヴ・リンデン〈リーゼ・スティーヴンス〉）※NET版

1973年
- 絞殺魔（ダイアン・クラニー〈サリー・ケラーマン〉）※NET版
- さすらいのガンマン（マリア〈タニヤ・ロパート〉）※NET版
- 必殺の用心棒（ベス〈ジャンヌ・オーク〉）※TBS版

1974年
- ガンヒルの決斗（リンダ〈キャロリン・ジョーンズ〉）※日本テレビ版
- 不意打ち（セード〈アン・サザーン〉）※フジテレビ版

1976年
- おかしなおかしな戦争野郎（マルレーン男爵夫人〈エヴァ・ガボール〉）※NET版
- アマゾネス（オレイティア〈サヴィーヌ・サン〉）※日本テレビ版

1977年
- 失われた週末（グロリア〈ドリス・ダウリング〉）※テレビ神奈川版
- 青い体験（コラッロ〈アンジェラ・ルース〉）※フジテレビ版

1980年
- ベルサイユのばら（ポリニャック伯夫人〈スー・ロイド〉）※日本テレビ版

1981年
- 弾丸を噛め  ※テレビ朝日版

1982年
- ぼくの伯父さん（アルペル夫人〈アドリアンヌ・セルヴァンティ〉）※テレビ朝日版

1983年
- 続・ある愛の詩（バレット夫人 〈メグ・マンディ〉）※テレビ朝日版

1985年
- 地中海殺人事件（マイラ・ガードナー〈シルヴィア・マイルズ〉）※TBS版
- タイタンの戦い（カシオペア〈シアン・フィリップス〉）※テレビ朝日版

1986年
- 裏窓（ロンリーハート夫人〈ジュディス・イヴリン〉）※テレビ朝日版

1990年
- マグノリアの花たち（トルーヴィ〈ドリー・パートン〉）※ソフト版

1995年
- 死の標的（ケイト・ハッチャー〈ベット・フォード〉）※テレビ朝日版

1996年
- あなたが寝てる間に…（エルシー・キャラハン〈グリニス・ジョンズ〉）※ソフト版
- 硝子の塔（エヴリン・マカヴォイ〈ニナ・フォック〉）※テレビ朝日版

1997年
- 氷の微笑（ヘイゼル・ドブキンス〈ドロシー・マローン〉）※日本テレビ版
- ゆかいなブレディー家/トラブルinハワイ（本人〈ロージー・オドネル〉、夫人）※ソフト版
- ダンテズ・ピーク（ルース〈エリザベス・ホフマン〉）※ソフト版

1998年
- インタビュー・ウィズ・ヴァンパイア（セントクレア〈ライラ・ヘイ・オーウェン〉）※フジテレビ版
- ディアボロス/悪魔の扉（アリス・ロマックス〈ジュディス・アイヴィー〉）※ソフト版

1999年
- フラッド（ドリーン〈ベティ・ホワイト〉）※ソフト版
- グッドナイト・ムーン ※ソフト版

2000年
- ロスト・イン・スペース（カートライト校長〈ジューン・ロックハート〉）※日本テレビ版
- マキシマム・リスク  ※テレビ朝日版
- プリティ・ブライド（プレスマン夫人〈ジェーン・モリス〉）※ソフト版

2001年
- ミリオンダラー・ホテル（ジェシカ〈グロリア・スチュアート〉）※ソフト版

2002年
- メン・イン・ブラック2（ニュートンの母）※劇場公開版
- キリング・ミー・ソフトリー（ミセス・ブランチャード〈キカ・マーカム〉）※ソフト版

2003年
- ゴースト・オブ・マーズ（尋問官〈ローズマリー・フォーサイス〉）※ソフト版
- スパイダー パニック!（グラディス〈アイリーン・ライアン〉）※ソフト版

2004年
- モナリザ・スマイル（ジョスリン・カー学長〈マリアン・セルデス〉）※機内上映版

2005年
- Shall We Dance?（ミス・ミッツィ〈アニタ・ジレット〉）※ソフト版

2006年
- ラヴェンダーの咲く庭で（ジャネット・ウィディントン〈マギー・スミス〉）※ソフト版
- イン・ハー・シューズ（エラ・ハーシュ〈シャーリー・マクレーン〉）※ソフト版
- フォー・ブラザーズ/狼たちの誓い（エヴリン・マーサー〈フィオヌラ・フラナガン〉）※ソフト版

2008年
- チャーリーとチョコレート工場（ジョゼフィーンおばあちゃん〈アイリーン・エッセル〉）※日本テレビ版
- 太陽がいっぱい（ポポヴァ夫人〈エルヴィーレ・ポペスコ〉）※テレビ東京版

2010年
- ウルヴァリン:X-MEN ZERO（ヘザー・ハドソン〈ジュリア・ブレイク〉）※ソフト版

2015年
- キョンシー（ムイ〈パウ・ヘイチン〉）※ソフト版

#### ドラマ
時期不明
- 0011ナポレオン・ソロ #40、#69（ジーン）

1962年
- トワイライト・ゾーン ※TBS版
  - 第64話『火星人は誰だ』（エセル・マコネル〈ジーン・ウィルス〉）

1964年
- 逃亡者 ※TBS版
  - 第28話『闇の中の声』（ドリーナ・プルイット〈グロリア・グレアム〉

- トワイライト・ゾーン ※TBS版
  - 第103話『おのれの影』（ジェシカ・コネリー〈ゲイル・コービー〉）
  - 第119話『霧に消えた船』（アイリーン・ランサム〈ジョイス・ヴァン・パタン〉）

1965年
- 逃亡者 ※TBS版
  - 第68話『蜜の奇跡』（マリアンヌ・アダムス〈シェリー・ノース〉

1966年
- アウター・リミッツ ※日本テレビ版
  - 第36話『ウルトラ人間』（スーザン・ウェイン〈バーバラ・ウィルキン〉）　
  - 第37話『ガラスの手を持つ男』（コンスエロ・ビエロス〈アーレン・マーテル〉）

1969年
- プリズナーNo.6 ※NHK版
  - 第9話『チェックメイト』（女医〈パトリシア・ジェッセル〉）

- 宇宙大作戦 ※日本テレビ版
  - 第12話・13話『タロス星の幻怪人』（ナンバーワン〈メイジェル・バレット〉）
  - 第21話『宇宙軍法会議』（アリール・ショー〈ジョーン・マーシャル〉）

1970年
- スパイ大作戦 ※フジテレビ版
  - 第86話『黒いファイル』（看護婦ラーキン〈アリス・ラインハート〉）

1972年
- プロテクター電光石火 ※日本テレビ版
  - 第2話『脱獄25万ドル』
  - 第8話『ダイヤで殺せ！』
  - 第18話『変身と拷問』

1982年
- アメリカン・ヒーロー（ポーラ〈バーバラ・ヘイル〉）

1987年
- こちらブルームーン探偵社 ※NHK版 
  - 第17話『花嫁至急募集』

1988年
- ジェシカおばさんの事件簿 ※NHK版
  - 第29話『美女は湖底に沈む』（グレース・オーバーホルツ〈リー・メリーウェザー〉）

1989年
- アルフ（ライマン校長〈マーシア・ウォレス〉）※NHK版
- おしどり探偵 ※NHK版 
  - 第9話『婚約者失踪の謎』（イルマ・クレイバー〈ロウィーナ・クーパー〉

1990年
- 名探偵ポワロ（1990年 - 2014年、ミス・レモン〈ポーリン・モラン〉）※NHK版

1993年
- シャーロック・ホームズの冒険 ※NHK版
  - 第34話『サセックスの吸血鬼』（メイスン夫人〈エリザベス・スプリッグス〉）

- アボンリーへの道 （ターブッシュ夫人〈デニス・ファーガソン〉）※NHK版

1994年
- 新・刑事コロンボ ※日本テレビ版
  - 第6話『だまされたコロンボ』（ダイアン・ハンター〈ディードル・ホール〉）

1996年
- ER緊急救命室 ※NHK版　
  - 第11話『クリスマスの贈り物』（アバナーシ夫人〈プリシラ・ポインター〉）

- アボンリーへの道 ※NHK版 
  - 第37話『上流社会』（ライト先生〈ミッキー・マウンセル〉）
  - 第69話『ないしょの内職』（マキュー）

1999年
- ER緊急救命室 ※NHK版
  - 第74話『いい事も、悪い事も』（ライス夫人〈エレノア・ジー〉）

2000年
- アリー my Love ※NHK版
  - 第43話『傷つきたくない症候群』（グラディス・クラブン〈ジェニファー・ローズ〉）
  - 第54話『聖夜の子守歌』

2005年
- ER緊急救命室 ※NHK版
  - 第218話『評価』（ルーシー・キルマー〈トニー・ソーヤー〉）

2008年
- デスパレートな妻たち ※NHK版
  - 第64話『素顔のままで』（ダリア・ヘインズワース〈リン・レッドグレイヴ〉）

2010年
- ミディアム 霊能者アリソン・デュボア
  - 第81話『愛の形』（ルイーズ・リーミング〈ブライス・ダナー〉）

2013年
- 昏睡病棟 -COMA-（エマーソン夫人〈エレン・バースティン〉）

#### アニメ
1996年
- リトルフット 赤ちゃん恐竜の大冒険（リトルフットのおばあさん〈リンダ・ゲイリー〉）

1997年
- リトルフット いんせきに気をつけろ（リトルフットのおばあさん〈リンダ・ゲイリー〉）
- リトルフット クビナガ恐竜がやってきた（リトルフットのおばあさん〈リンダ・ゲイリー〉）

1998年
- リトルフット はっぱ食い虫で大災難（リトルフットのおばあさん〈ミリアム・フリン〉）
- キャッツ・ドント・ダンス（フランシス〈ベティ・ルー・ガーソン〉）

1999年
- リトルフット 龍の岩の伝説（リトルフットのおばあさん〈ミリアム・フリン〉）

2002年
- リトルフット アイス・フリーズ（リトルフットのおばあさん〈ミリアム・フリン〉）

2003年
- リトルフット 海への大冒険（リトルフットのおばあさん〈ミリアム・フリン〉）

2004年
- リトルフット ベスト・オブ・フレンズ（リトルフットのおばあさん〈ミリアム・フリン〉）

#### 人形劇
1962年
- スーパーカー
  - 第26話『映画騒動』（オルガ・デヴェネッシュ）※フジテレビ版

1967年
- サンダーバード
  - 第31話『宇宙放送局の危機』（アンナ・マーシャル教授）

1968年
- キャプテン・スカーレット
  - 第21話『地球の首都を救え!』（看護婦）

1969年
- ジョー90
  - 第21話『早撃ち保安官』（シルヴィ〈シルヴィア・アンダーソン〉）

### テレビアニメ
1977年
- 家なき子

1980年
- ベルサイユのばら（女房）

1985年
- ルパン三世 PARTIII（ハッチャー）

1986年
- 青春アニメ全集「潮騒」（久保とみ）

1991年
- おちゃめなふたご クレア学院物語（テオ・ボールド院長先生）

1995年
- 怪盗セイント・テール（羽佐間）

1997年
- 手塚治虫の旧約聖書物語（サラ）

2001年
- ドラえもん（テレビ朝日版第1期）（のび太のおばあちゃん〈若い頃〉）

2003年
- キノの旅 -the Beautiful World-（師匠）
- NARUTO -ナルト-（うたたねコハル）

2004年
- あたしンち（老婦人）
- 小さい潜水艦に恋をしたでかすぎるクジラの話（母クジラ）
- ブラック・ジャック（タクの母）
- 名探偵コナン（辺見広行の母）

2005年
- ハチミツとクローバーII（根岸達夫の母）
- 蟲師（白沢）
- 雪の女王（マティルデ）

2007年
- NARUTO -ナルト- 疾風伝（うたたねコハル）

2008年
- RD 潜脳調査室（蒼井洋子）
- ストライクウィッチーズ（2008年 - 2010年、宮藤芳佳の祖母）- 2シリーズ

2009年
- ご姉弟物語（習字の先生）

2018年
- BORUTO-ボルト- -NARUTO NEXT GENERATIONS-（うたたねコハル）

### 劇場アニメ
2005年
- キノの旅 -the Beautiful World- 何かをするために -life goes on.-（師匠）

2012年
- ストライクウィッチーズ 劇場版（秋本芳子）

### OVA
1993年
- ぼくの地球を守って（リアン・カーシュ）

### ゲーム
1996年
- 月花霧幻譚〜TORICO〜（レイ）

2006年
- AGE of EMPIRES III（エリザベス1世）

2009年
- 電撃学園RPG Cross of Venus（師匠）

2012年
- Starry☆Sky 〜After Winter〜（天羽志乃）

2013年
- Starry☆Sky 〜After Winter〜 Portable（天羽志乃）

2019年
- ドラえもん のび太の牧場物語（ユー）

### ドラマCD
- ARIA The ANIMATION Drama CD I BLUE（おばあちゃん）
- 天上の虹（斎明天皇）

### テレビドラマ
- 銭形平次 第11話「雨の中の男」（1966年、フジテレビ ） - お市
- ライオン奥様劇場（フジテレビ ）
  - 大奥の女たち（1971年） - 高岡
  - 落城の舞い（1972年） - 小督
  - 徳川の夫人たち（1974年） - 雲井
  - 妻の再婚（1980年） - とみ子
  - 山肌（1981年）
- 花王愛の劇場（TBS）
  - 名もなく貧しく美しく（1976年） - 富田夫人
  - 下町の空（1981年）

### 特撮
- チビラくん（ケンカ星ボスの声）